# هالزویل
هالزویل، تگزاس(به انگلیسی: Hallsville, Texas) شهری در ایالت تگزاس از ایالات جنوبی ایالات متحده آمریکا است. در سرشماری سال ۲۰۰۰، جمعیت این شهر ۲۷۷۲ نفر اعلام شد.